# Parapenaeopsis nana
Parapenaeopsis nana är en kräftdjursart som beskrevs av Alcock 1905. Parapenaeopsis nana ingår i släktet Parapenaeopsis och familjen Penaeidae. Inga underarter finns listade i Catalogue of Life.